# Mănăstirea Morimond
Mănăstirea Morimond a fost una din primele cinci abații cisterciene din Evul Mediu. În catalogul Janauschek are numărul de ordine 5.

## Istoric
Mănăstirea a avut de suferit în timpul Războiului de Treizeci de Ani. A fost închisă în timpul Revoluției Franceze. Ultimii 25 de călugări au fost siliți să părăsească mănăstirea de Duminica Floriilor în anul 1791, în contextul descreștinării.
Pe parcursul secolului al XIX-lea biserica mănăstirii și clădirile adiacente s-au părăginit. În anul 1925 ruinele au fost declarate monument istoric.

## Personalități
- Otto de Freising (1114-1158), abate al mănăstirii Morimond, devenit arhiepiscop de Freising
- Jacques Fournier (1285-1342), călugăr al mănăstirii, ulterior episcop și papă sub numele Benedict al XII-lea